# Faro
Faro je bog neba in vode pri Bambarih.
Faro je bog neba in vode pri Bambarih v Maliju, darovalec kulture.
Ljudjem je dal orodje za poljedelstvo, lov in ribolov. Faro je 
zaščitnik skrivne zveze, kateri pripadajo vsi obrezani. Ustvaril ga je bog stvarnik Mangala. Potem, ko je  Faro je zanosil s tresljaji vesolja, je rodil osem prednikov ljudi. Faro je podoben dogonskemu
bogu Nommu.